# Miami Vice (jeu vidéo, 2004)
Pour les articles homonymes, voir Miami Vice.
Miami Vice est un jeu vidéo de tir à la troisième personne développé par Atomic Planet Entertainment et édité par Davilex, sorti en 2004 sur Windows, PlayStation 2 et Xbox.
Il est basé sur la série télévisée Deux flics à Miami.